# Tour Barbeau
Tour Barbeau byla věž v Paříži, která byla součástí městských hradeb postavených za vlády Filipa II. Augusta Nacházela v místě domu č. 32 na Quai des Célestins.

## Historie
Věž spolu s hradbami nechal v letech 1190–1209 postavit francouzský král Filip II. August. Věž Barbeau se stala jednou z hlavních věží tohoto opevnění. Hradby zahrnovala čtyři důležité věže, které chránily město před útoky přicházejícími ze Seiny. Dvě stály na západě po proudu proti útoku z Normandie – Tour du coin na pravém břehu a Tour de Nesle na levém břehu. Dvě se nacházely proti proudu – Tour Barbeau na pravém břehu a Tour Saint-Bernard posléze nahrazená pevností Tournelle na levém břehu. Mezi věžemi byly nataženy řetězy bránící plavbě nepřátelských lodí.
Věž Barbeau jako ostatní nárožní věže hradeb byla vysoká 25 m s průměrem 10 metrů. Byla spojena řetězy s věží Loriaux na ostrově stejného jména (nyní zaniklém) uprostřed řeky a ta rovněž tak spojena s Château de la Tournelle na levém břehu.
Když se Karel V. ve 14. století rozhodl postavit nové hradby, aby zajistil bezpečnost nových předměstí, byla věž Barbeau opravena a stala se součástí hradeb na břehu Seiny, které vedly od Bastily k Tour de Billy.
V 16. století zde byla zřízena míčovna jeu de paume. Molière v ní v letech 1644–1645 sídlil se svou divadelní společností. V 17. století byla věž jako nevyužívaná zbořena.